# Talsperre Schmalwasser
Die Talsperre Schmalwasser bei Tambach-Dietharz im Landkreis Gotha im Thüringer Wald diente der Trinkwasserbereitstellung, heute noch dem Hochwasserschutz und der Energieerzeugung. Sie wurde 1998 nach einem langen Probestau, der von 1993 bis 1997 dauerte, in Betrieb genommen. Die Einweihung erfolgte im Jahr 1995.

## Stausee
Die Talsperre Schmalwasser wurde im Schmalwassergrund gebaut und staut das Schmalwasser. Es können 21 Millionen Kubikmeter Wasser angestaut werden. Die Aufbereitungsanlage für das in der Talsperre gewonnene Rohwasser befand sich unterhalb der Talsperre Tambach-Dietharz, wohin das Rohwasser durch den Mittelwasserstollen übergeleitet wurde. Bereits im Jahre 2005 wurde die Aufbereitung von Rohwasser zu Trinkwasser zugunsten der Ohra-Talsperre eingestellt. Seither dient die Talsperre Schmalwasser noch dem Hochwasserschutz und der Erzeugung von regenerativer Energie. Die Stauanlage wird von der Thüringer Fernwasserversorgung betrieben.

## Staudamm

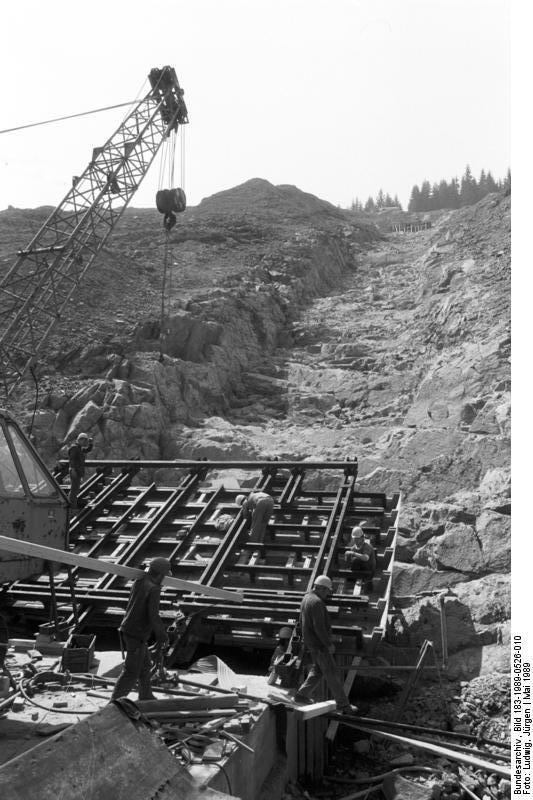
Talsperrenbau 1989

Die Talsperre verfügt mit 76 m über der Talsohle gemessen über den höchsten Staudamm Deutschlands. Der Steinschüttdamm hat eine innere Bitumenkerndichtung (Asphaltbetonkerndichtung). Als Hochwasserentlastung dient ein seitlicher Überlauf am linken Hang. Ein freistehender Trinkwasserentnahmeturm kann zur Wasserentnahme genutzt werden. Das Wasserkraftwerk hat eine Leistung von 420 kW.
Der Staudamm ist etwa 3 km von Tambach-Dietharz entfernt.

## Pumpspeicherwerk
Die Talsperre wird wegen des sinkenden Verbrauchs nicht mehr zur Trinkwasserversorgung benötigt. Der Standort bietet sich für die Realisierung eines Pumpspeicherwerkes an, da das Unterbecken vorhanden ist. Im April 2013 wurden die Antragsunterlagen zum Raumordnungsverfahren eingereicht da ein 80 ha großes Oberbecken südlich oder östlich der Talsperre neu gebaut werden muss. Die Planungen sahen eine installierte Leistung von 1 GW vor bei Baukosten von über 1 Mrd. Euro, ein potentieller Investor war Trianel. Im Juli 2018 wurde das Projekt wegen der zu hohen Kosten gestoppt.

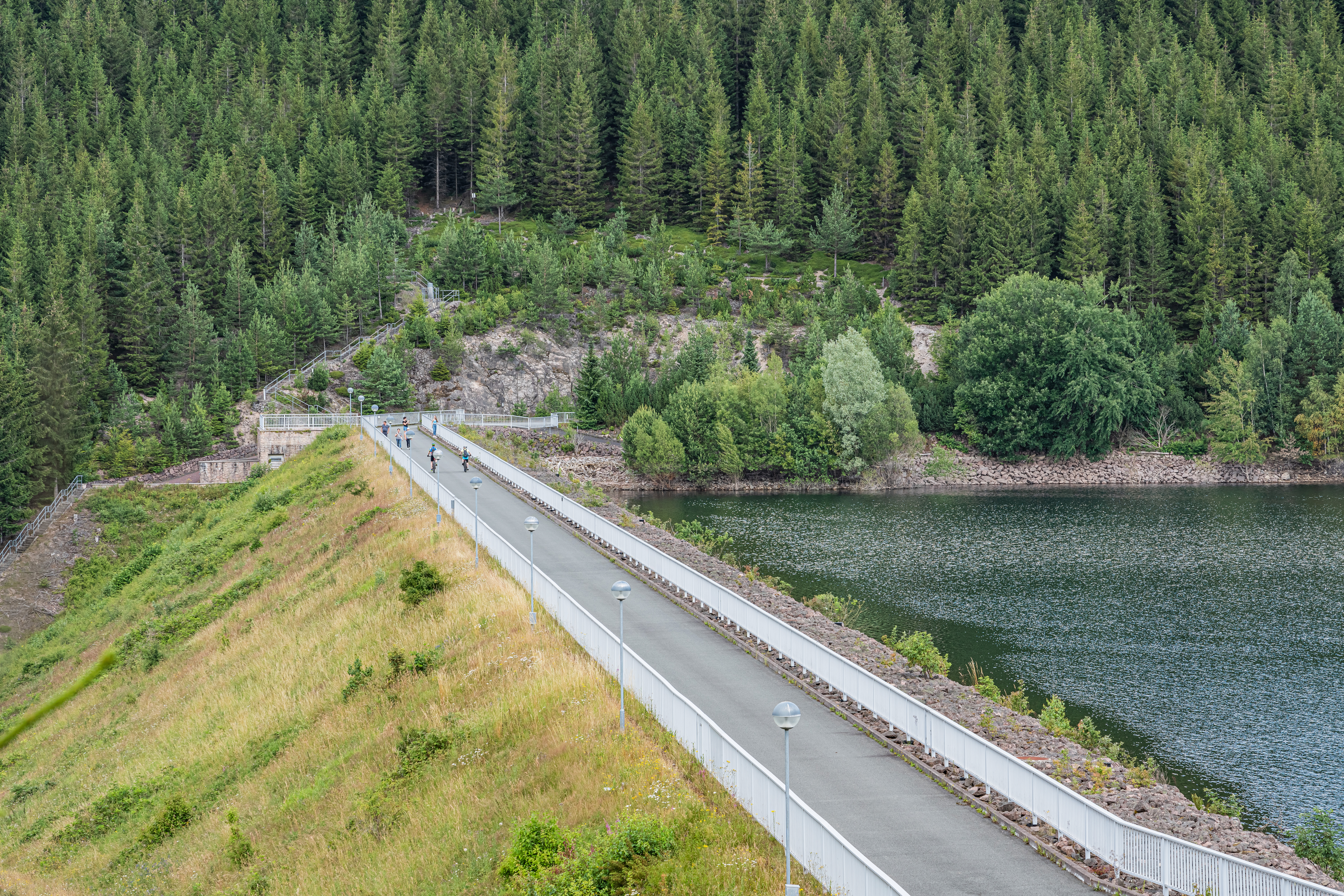
Blick auf den Staudamm
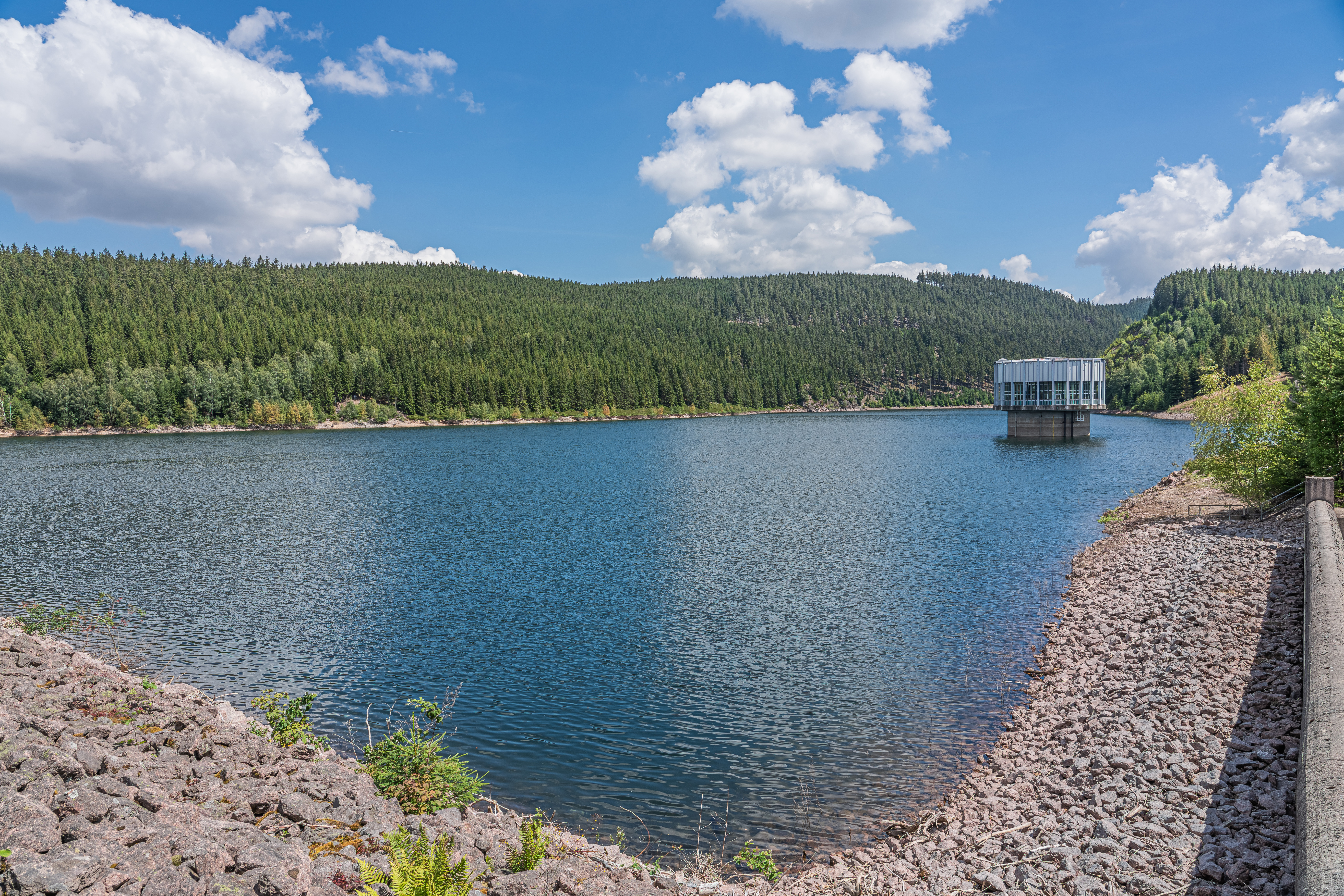
Die Talsperre vom Staudamm aus gesehen
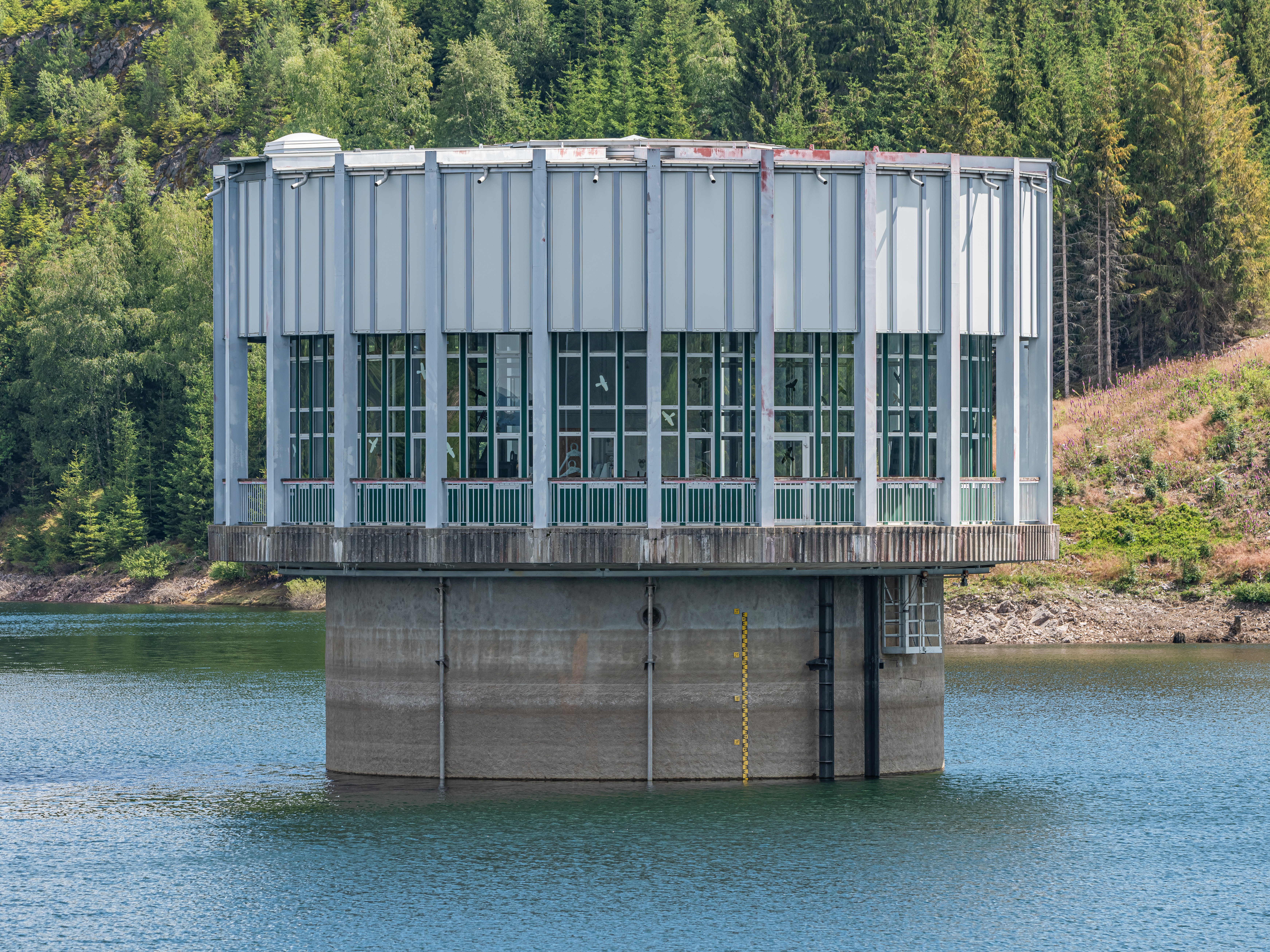
Das Schöpfwerk
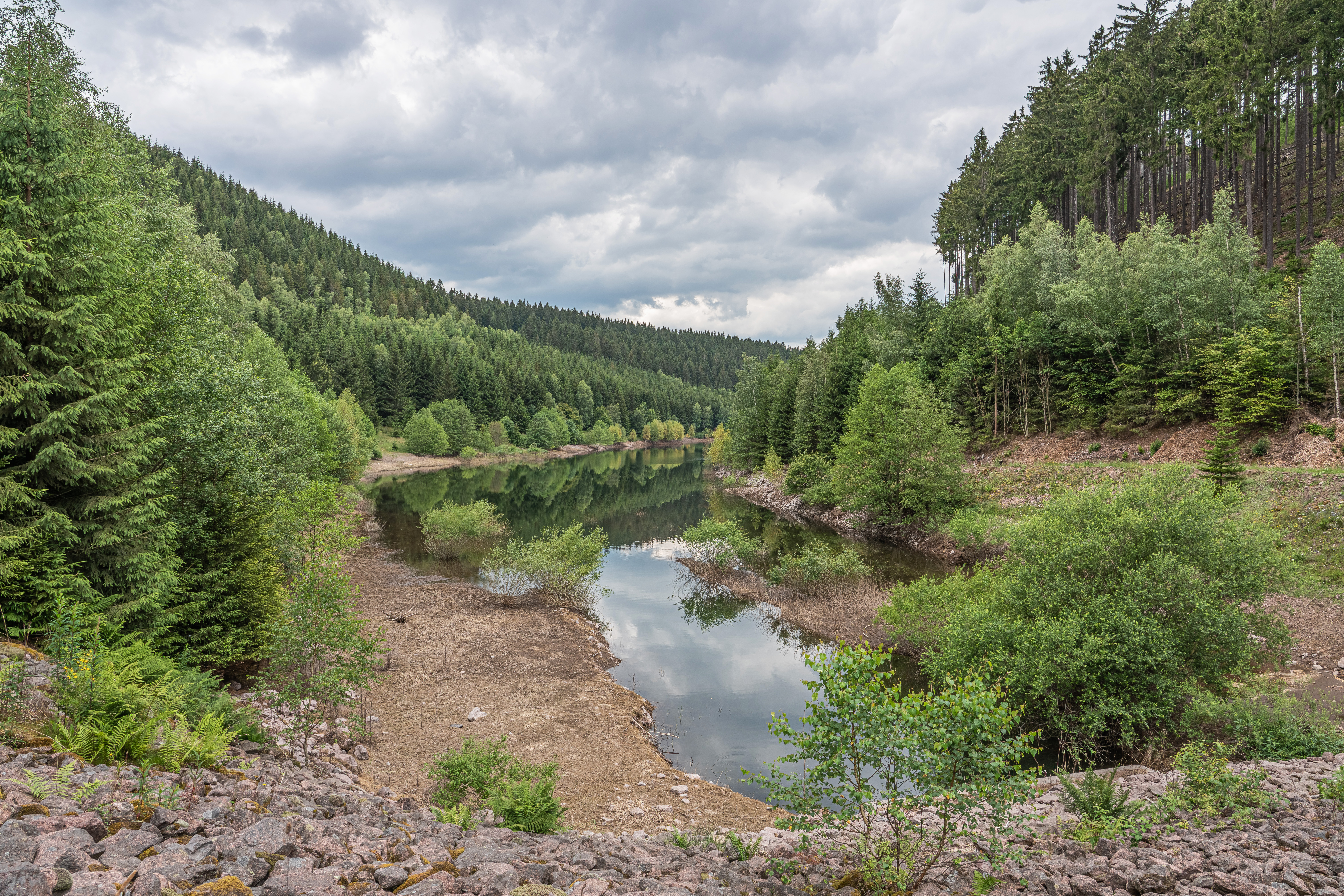
Die Talsperre beim Einlauf des Schmalwasser

## Sonstiges
- Der Burgstall Castrum Walinvels – auch Waldenfels, Altenfels (vermutlich Synonyme für den Wartturm) bzw. Drachenburg, Krachenburg, heute auch Schloßgrube (wohl für den Palas der Burg) – stand in und nordwestlich der heutigen Talsperre.
- Vor dem Einlauf in die Talsperre oberhalb des Falkensteinsees befindet sich der Falkenstein, ein Kletterfelsen, auf dem sich im Mittelalter die Burg Falkenstein befunden haben soll